# أورلايا جزرية
أورلايا جزرية (الاسم العلمي:Orlaya daucorlaya) هو نوع من النباتات يتبع جنس الأورلايا من الفصيلة الخيمية.